# Matt Biedel
Matthew Thomas „Matt“ Biedel (* 24. Juli 1975 in Lake Oswego, Oregon) ist ein US-amerikanischer Schauspieler.

## Leben und Karriere
Matt Biedel wurde in Lake Oswego, im US-Bundesstaat Oregon, geboren. Er verbrachte einen Teil seiner Kindheit in Mexiko, weshalb er fließend Spanisch spricht. Nach dem Schulabschluss studierte er Schauspiel an der University of San Diego, zusammen mit Jim Parsons, die er mit dem Master of Fine Arts abschloss.
Biedel ist seit 2006 als Schauspieler aktiv. Nach einem Auftritt im Kurzfilm Auteur, folgten eine Reihe von Gastrollen in Fernsehserien, darunter CSI: Miami, Dirt, Numbers – Die Logik des Verbrechens, Heroes, Cold Case – Kein Opfer ist je vergessen, Medium – Nichts bleibt verborgen, Mad Men, Navy CIS, Navy CIS: L.A., Navy CIS: New Orleans und Bittersweet. 2018 spielte er eine kleine Nebenrolle in der ersten Staffel der Serie Altered Carbon – Das Unsterblichkeitsprogramm. Seit 2018 ist er als Daryl Petsky in einer Nebenrolle in der Serie Narcos: Mexico zu sehen. 2019 folgte eine kleine Rolle als Sgt. Dale Chedder in der ersten Staffel der Serie The Umbrella Academy. 

## Filmografie (Auswahl)
- 2006: Auteur (Kurzfilm)
- 2007: CSI: Miami (Fernsehserie, Episode 5x17)
- 2008: Cold Play
- 2008: Dirt (Fernsehserie, Episode 2x06)
- 2008: Numbers – Die Logik des Verbrechens (Numb3rs, Fernsehserie, Episode 4x14)
- 2009: Heroes (Fernsehserie, Episode 3x19)
- 2009: Cold Case – Kein Opfer ist je vergessen (Cold Case, Fernsehserie, Episode 7x09)
- 2010: Medium – Nichts bleibt verborgen (Medium, Fernsehserie, Episode 6x18)
- 2012: GCB (Fernsehserie, Episode 1x04)
- 2012: Mad Men (Fernsehserie, Episode 5x04)
- 2013: Navy CIS (NCIS, Fernsehserie, Episode 11x11)
- 2014: Navy CIS: L.A. (NCIS: Los Angeles, Fernsehserie, Episode 5x23)
- 2015: The Secret Life of Marilyn Monroe (Miniserie, Episode 1x02)
- 2016: Dragonfly
- 2016: Navy CIS: New Orleans (NCIS: New Orleans, Fernsehserie, Episode 2x23)
- 2016: Bittersweet (Fernsehserie, Episode 1x03)
- 2017: Phoenix Forgotten
- 2018: Altered Carbon – Das Unsterblichkeitsprogramm (Altered Carbon, Fernsehserie, 3 Episoden)
- 2018: Rage Room (Fernsehserie, Episode 1x02)
- 2019: The Umbrella Academy (Fernsehserie, 2 Episoden)
- 2020: Narcos: Mexico (Fernsehserie, 7 Episoden)
- 2021: Midnight Mass (Miniserie)
- 2023: Aliens Abducted My Parents and Now I Feel Kinda Left Out
- 2024: The Life of Chuck